# SUPER SAPIENSS
『SUPER SAPIENSS』は、日本初エンターテインメントDAOプロジェクト。日本語表記はスーパーサピエンス。略称はスパサピ。

## 概要
『SUPER SAPIENSS』は、日本のエンタメ・映画界を牽引してきた、堤幸彦、本広克行、佐藤祐市の3人の映像監督が共同で制作指揮をとり、サポーターと一丸となって日本の映像業界史上初となる原作づくりから映像化に至る全プロセスの一気通貫に挑むプロジェクトである。
2021年3月14日、『ええじゃないかとよはし映画祭2021』のカンファレンスに一堂を介した3監督は、森谷雄プロデューサーの問いかけに対し、「自分たちは本当に作りたいものを作れているのか？」と口を揃えたことをきっかけとし、「全く新しい作品づくりの仕組みから作ろう」と言う監督たちの言葉を受けて、このプロジェクトは動き出した。
2022年1月19日、e-sports銀座スタジオにて、プロジェクト発表会が開催された。プロジェクトでは、日本のエンタメ新時代を切り開くために、FiNANCiEのトークン発行と、トークンを基盤とした共創コミュニティを活用したエンタメDAOにチャレンジする。そして、トークンを保有するサポーターが単にコンテンツの制作過程を見守るのではなく、コミュニティで実施される様々なプロセスを通じてプロジェクトと密に関わり、発起人である3監督と『同じ興奮と喜びを共有する』ことを大切な要素に掲げている。
プロジェクト第1弾として、縦読みマンガWebtoonの制作、作品の映像化に向けたコンテンツ制作や公開オーディションを目的としたファンディングが開催された。『100年続く連続ドラマ』、『持続可能なエンタメDAO』を合言葉に、3監督、ボードメンバー、サポーターの共創コミュニティが立ち上がった。
監督、ボードメンバー、コミュニティーメンバーのオンラインコミュニケーションは、FiNANCiE、Discord、Spatial Chatが活用されている。

## 組織とメンバー

### ボードメンバー
- 堤 幸彦

- 本広克行

- 佐藤祐市

- 森谷 雄

- 松本淳一

- 渡辺尊俊

- 成瀬拓也

### FiNANCiE
- 國光宏尚

### Webtoon
- 佐渡島庸平

- ちょび

### コミュニティメンバー
- FiNANCiEサポーター（共犯者）

- SUPER SAPIENSS NFTホルダー

## 歴史
- 2022年1月19日、e-sports銀座 studioにてプロジェクト発表会。[1]
- 2022年1月19日～3月16日、第１回トークン発行型ファンディング。サポート人数は1,071名、サポート総額は4,589万円。[2]
- 2022年4月16日・4月17日、第1回俳優オーディション。オーディション参加条件は、FiNANCiEのコミュニティトークン860トークン以上を保有するサポーターであった。オーディションはオンラインのみで実施され、『THE BEGINNING』の出演者およびスパサピファームの俳優陣が選出された。
- 2022年5月30日・5月31日、実写映画『SUPER SAPIENSS THE BEGINNING』撮影。
- 2022年7月1日、東京ビッグサイトにて『コンテンツ東京2022』登壇。
- 2022年7月1日～8月15日、第2回トークン発行型ファンディング。サポート人数は197名、サポート総額は585万円。
- 2022年7月10日、新宿バルト9にて『SUPER SAPIENSS THE BEGINNING』完成披露上映会。[3]
- 2022年9月29日、『SUPER SAPIENSS NFT』公式サイト公開。[4]
- 2022年10月7日～12月9日、『SUPER SAPIENSS THE BEGINNING』ジャパンツアー。
  - 10月7日、横浜ブルク13にてジャパンツアー in 横浜。登壇者は堤 幸彦、森谷雄、岡エリカ、伊藤さゆり。
  - 11月16日、ミッドランドスクエアシネマにてジャパンツアー in 名古屋。登壇者は堤 幸彦、本広克行、森谷 雄。
  - 11月17日、T・ジョイ博多にてジャパンツアー in 福岡。登壇者は萱野孝幸、森谷 雄、髙橋佳成。
  - 11月22日、フォーラム仙台にてジャパンツアー in 仙台。登壇者は堤幸彦（オンライン参加）、森谷 雄、岡エリカ、髙橋佳成（オンライン参加）。
  - 12月9日、梅田ブルク7にてジャパンツアー in 大阪。登壇者は堤幸彦、森谷 雄、岡エリカ、髙橋佳成。

- 2022年12月17日～12月19日、第3回トークン発行型ファンディング。サポート人数は95名、サポート総額は300万円。
- 2022年12月17日～12月19日、SUPER SAPIENSS NFT 販売。[5]
- 2023年3月28日～5月31日、第4回トークン発行型ファンディング。サポート人数は143名、サポート総額は16,165,800円。[6]
- 2023年4月22日～4月24日、『Neo Tokyo Punks × SUPER SAPIENSS』コラボレーションNFT 販売。[7]
- 2023年5月27日、TurnTable Restaurant（渋谷）にてスパサピ大会議2023。[8]
- 2023年6月4日、第2回俳優オーディション。
- 2023年6月28日、東京ビッグサイトにて『コンテンツ東京2023』登壇。
- 2023年8月27日～9月14日、9月26日、実写映画『SUPER SAPIENSS THE KILLER GOLDFISH』撮影。
- 2023年10月22日、Webtoonマンガ『キラー・ゴールドフィッシュ』をLINEマンガで公開。[9]
- 2023年12月29日、ユーロライブ（渋谷）にて実写映画『SUPER SAPIENSS THE KILLER GOLDFISH』ラッシュ試写会。
- 2024年4月13日、IMAGICA 竹芝メディアスタジオにて実写映画『SUPER SAPIENSS THE KILLER GOLDFISH』初号試写会。
- 2024年5月6日〜5月7日、ギャラリー・ルデコ（渋谷）にてスパサピ大会議2024。
- 2024年11月26日、『SUPER SAPIENSS THE KILLER GOLDFISH』ロンドン国際ファンタスティック映画祭オープニング上映。[10][11]
- 2024年11月27日～2025年3月26日、『SUPER SAPIENSS THE KILLER GOLDFISH』日本国内公開に向けたクラウドファンディング。[12]
- 2025年4月24日、『THE KILLER GOLDFISH』ジャパンプレミア完成披露試写会

## 作品およびプロジェクト

### 『SUPER SAPIENSS THE BEGINNING』
ジャンル：実写映画
監督:堤幸彦
脚本:萱野孝幸
主題歌：『Hourglass』（歌…Alisa）
制作：アットムービー
制作協力：オフィスクレッシェンド
企画・原作・製作：SUPER SAPIENSS

#### 登場人物
環栄李花（たまきえりか）
　演 ‐ 岡エリカ
山中伝蔵（やまなかでんぞう）
　演 ‐ 池浪玄八
立花雪根（たちばなゆきね）
　演 ‐ 髙橋佳成
笹白趣美（ささしろしゅみ）
　演 ‐ 伊藤さゆり
錦川ヒナ（にしきがわひな）
　演 ‐ 藤嶋花音
都市伝説吾郎（としでんせつごろう）
　演 ‐ 吉岡睦雄
サトー（さとー）
　演 ‐ 屋良 学
亜門（あもん）
　演 ‐ 植田崇幸
スコル（すこる）
　演 ‐ 花岡 咲
小井出（こいで）
　演 ‐ 田島冴香
山本（やまもと）
　演 ‐ 渡邉泰良
大森（おおもり）
　演 ‐ 荒木民雄
大森百合子（おおもりゆりこ）
　演 ‐ 高橋美津子
山田三郎（やまださぶろう）
　演 ‐ 比佐仁
ネアンデルタール人
　演 ‐ 児玉純一
渋谷のネアンデルタール人
　演 ‐ 鴨頭嘉人

### 『キラー・ゴールドフィッシュ（Webtoon）』
ジャンル：Webtoon（縦読みマンガ）
プラットフォーム：LINEマンガ
原作：SUPER SAPIENSS
原画：ちょび
制作：コルクスタジオ
企画・製作：SUPER SAPIENSS

### 『SUPER SAPIENSS CREATORS ACADEMY（SSCA）』
クリエイターの発掘と育成を目的としたアカデミー。第一線で活躍するクリエイターと未来のクリエイターを繋ぐ場所。

## 用語集
SUPER SAPIENSS
プロジェクト名称。日本語表記は『スーパーサピエンス』。略称は『スパサピ』。SAPIENSSの語尾の1つ多い"S"は、エンタメを一緒に創るサポーターのことを表している。
スパサピナイト
2022年2月1日、第1回Twitterスペース『スパサピナイト』が配信された。初期サポーター募集終了までの毎週火・木曜日に配信され、以降毎週火曜日21：00～配信が継続されている。パーソナリティーはボードメンバーの森谷 雄・松本淳一・渡辺尊俊・成瀬拓也を中心とし、ゲストやサポーターをスピーカーとして迎え、毎週さまざまなテーマを話題として展開されている。オープニングとエンディングのジングルはサポーターが制作し採用された。
月9会議
毎週月曜日21：00～、spatial chat（スペチャ）にて開催されている、3監督とボードメンバーによるプロジェクト会議。
共犯者
SUPER SAPIENSSサポーターのこと。監督、ボードメンバーとサポーターが共創して作り上げていくプロジェクトという意味が込められている。
ネセサリー
映画やドラマなどで、通行人、群衆などを演じるエキストラのこと。SUPER SAPIENSSではエキストラも物語の重要な出演者と捉え、『Necesary（ネセサリー）』＝『必要な。なくてはならない』という意味が込められている。
KGF
堤 幸彦監督の映画、またはWebtoon『THE KILLER GOLDFISH』の頭文字をとった略称。
860（ハロー）トークン
FiNANCiEのコミュニティートークンを860トークン以上保有することで、オーディション永久参加権、SSCA受講特別パスなどの特典を受けることができる。

### 公式サイト
・SUPER SAPIENSS
・FiNANCiE

### SNS
・SUPER SAPIENSS－X
・SUPER SAPIENSS NFT－X
・SUPER SAPIENSS－Instagram
・SUPER SAPIENSS－TikTok
・SUPER SAPIENSS－Discord

### NFT
・KGF NFT－OpenSea
・SUPER SAPIENSS NFT－OpenSea
・NTP x SUPER SAPIENSS Collaboration－OpenSea

### 動画
・SUPER SAPIENSS－YouTube